# لاري هاردي
لاري هاردي (بالإنجليزية: Larry Hardy)‏ هو لاعب كرة قدم أمريكية أمريكي، ولد في 9 يوليو 1956 في مندنهال في الولايات المتحدة.

## وصلات خارجية
- لاري هاردي على موقع مرجع كرة القدم المحترفة.كوم (الإنجليزية)